# Танзыбейский сельсовет
Танзыбейский сельсовет — сельское поселение в Ермаковском районе Красноярского края Российской Федерации.
Административный центр — посёлок Танзыбей.

## Население
| 2010 | 2012  | 2013  | 2014  | 2015  | 2016  | 2017  |
| ---- | ----- | ----- | ----- | ----- | ----- | ----- |
| 1574 | ↘1526 | ↘1522 | ↘1490 | ↘1464 | ↘1429 | ↘1356 |

## Состав сельского поселения
В состав сельского поселения входят 4 населённых пункта:
| № | Населённый пункт | Тип населённого пункта          | Население |
| - | ---------------- | ------------------------------- | --------- |
| 1 | Покровка         | деревня                         | ↘38       |
| 2 | Танзыбей         | посёлок, административный центр | ↘1463     |
| 3 | Червизюль        | посёлок                         | ↘25       |
| 4 | Чёрная Речка     | деревня                         | ↘48       |

### Упразднённые населённые пункты
Метеорологическая станция Оленья Речка.

## Местное самоуправление
Танзыбейский сельский Совет депутатов
Дата избрания: 14.03.2010. Срок полномочий: 5 лет. Количество депутатов: 10
Глава муниципального образования
- Бовкун Оксана Владимировна. Дата избрания: 14.03.2010. Срок полномочий: 5 лет